# Ministerstwo Sprawiedliwości Republiki Litewskiej
Ministerstwo Sprawiedliwości Republiki Litewskiej (lit. Lietuvos Respublikos teisingumo ministerija) – litewski urząd administracji rządowej obsługujący Ministra Sprawiedliwości, obecnie właściwego do spraw działu administracji rządowej sprawiedliwość, a także koordynuje działania w tym obszarze innych organów wykonawczych. Ministerstwo zostało utworzone 11 listopada 1918 roku.

## Lista ministrów (od 1990)
| Lp. | Zdjęcie | Imię i nazwisko (partia polityczna)   | Objęcie urzędu   | Złożenie urzędu  | Rząd                                                                                      |
| --- | ------- | ------------------------------------- | ---------------- | ---------------- | ----------------------------------------------------------------------------------------- |
| 1.  |         | Pranas Kūris                          | 23 marca 1990    | 13 stycznia 1991 | Rząd Kazimiry Prunskienė                                                                  |
| 2.  |         | Vytautas Pakalniškis (TS)             | 13 stycznia 1991 | 21 lipca 1992    | Pierwszy rząd Gediminasa Vagnoriusa                                                       |
| 3.  |         | Zenonas Juknevičius                   | 21 lipca 1992    | 17 grudnia 1992  | Rząd Aleksandrasa Abišali                                                                 |
| 4.  |         | Jonas Prapiestis                      | 17 grudnia 1992  | 23 kwietnia 1996 | Rząd Bronislovasa Lubysa - 1 Adolfas Šleževičius - 2 Drugi rząd Gediminasa Vagnoriusa - 3 |
| 5.  |         | Albertas Valys                        | 23 kwietnia 1996 | 10 grudnia 1996  | Drugi rząd Gediminasa Vagnoriusa                                                          |
| 6.  |         | Vytautas Pakalniškis (TS)             | 10 grudnia 1996  | 10 czerwca 1999  | Drugi rząd Gediminasa Vagnoriusa                                                          |
| 7.  |         | Gintaras Balčiūnas                    | 10 czerwca 1999  | 9 listopada 2000 | rząd Irena Degutienė - 1 rząd Andriusa Kubiliusa - 2                                      |
| 8.  |         | Gintautas Bartkus                     | 9 listopada 2000 | 12 lipca 2001    | rząd Rolandasa Paksasa                                                                    |
| 9.  |         | Vytautas Markevičius (NS)             | 12 lipca 2001    | 14 grudnia 2004  | Pierwszy rząd Algirdasa Brazauskasa                                                       |
| 10. |         | Gintautas Bužinskas (DP)              | 14 grudnia 2004  | 18 lipca 2006    | Drugi rząd Algirdasa Brazauskasa                                                          |
| 11. |         | Petras Baguška (PDP)                  | 18 lipca 2006    | 9 grudnia 2008   | Drugi rząd Algirdasa Brazauskasa - 1 Rząd Gediminasa Kirkilasa - 2                        |
| 12. |         | Remigijus Šimašius (LRLS)             | 9 grudnia 2008   | 13 grudnia 2012  | Drugi rząd Andriusa Kubiliusa                                                             |
| 13. |         | Juozas Bernatonis (LSDP)              | 13 grudnia 2012  | 13 grudnia 2016  | Rząd Algirdasa Butkevičiusa                                                               |
| 14. |         | Milda Vainiutė (LSDP)                 | 13 grudnia 2016  | 8 marca 2018     | Sauliusa Skvernelisa                                                                      |
| 15. |         | Elvinas Jankevičius (LRP)             | 8 marca 2018     | 11 grudnia 2020  | Sauliusa Skvernelisa                                                                      |
| 16. |         | Ewelina Dobrowolska (Partia Wolności) | 11 grudnia 2020  | nadal            | Rząd Ingridy Šimonytė                                                                     |